# António Lima Pereira
António José Lima Pereira (født 1. februar 1952 i Póvoa de Varzim, Portugal, død 22. januar 2022) var en  portugisisk fodboldspiller.
Pereira spillede i 11 sæsoner hos FC Porto, hvor han var med til at vinde fire portugisiske mesteskaber to pokaltitler samt Mesterholdenes Europa Cup i 1987.
Pereira spillede, mellem 1981 og 1984, 20 kampe for Portugals landshold. Han var en del af det portugisiske hold, der nåede semifinalerne EM i 1984 i Frankrig, og spillede alle holdets fire kampe i turneringen.

## Titler
Primeira Liga
- 1979, 1985, 1986 og 1988 med FC Porto

Taça de Portugal
- 1984 og 1988 med FC Porto

Portugal Supercup
- 1981, 1983, 1984 og 1986 med FC Porto

Mesterholdenes Europa Cup
- 1987 med FC Porto

UEFA Super Cup
- 1987 med FC Porto

Intercontinental Cup
- 1987 med FC Porto